# Bundesverband Seniorentanz
Der Bundesverband Seniorentanz e.V. (BVST) ist ein gemeinnütziger Verein und Mitglied im Paritätischen Bildungswerk und in der Bundesarbeitsgemeinschaft der Seniorenorganisationen. Seit Ende 2010 ist der BVST e.V. anerkannter Fachverband im Deutschen Tanzsportverband (DTV). Er hat ca. 6000 Mitglieder. Der Sitz und die Geschäftsstelle befinden sich in Bremen, die Bundesvorsitzende ist Renate Scheidt. Der Verein wurde 1977 gegründet.

## Ziele der Verbandsarbeit
- Erhalt und Förderung körperlicher und geistiger Beweglichkeit älterer Menschen durch rhythmische und tänzerische Bewegung (Seniorentanz)
- Gewährleistung der Tanzarbeit durch Aus- und Weiterbildungen von Referenten, Seniorentanzleitern und Tanzleitern Tanzen im Sitzen
- Entwicklung und Bereitstellung von zielgruppentauglichem Arbeitsmaterial
- Austausch und Zusammenarbeit mit anderen Institutionen und Verbänden
- Kontakt und Kooperationen mit internationalen Seniorentanzverbänden

## Verbandsstruktur
Der Bundesverband unterteilt sich bundesweit in 15 Landesverbände. Der Bundesvorstand und die Landesvorstände werden alle drei Jahre im Zuge der Bundesversammlung bzw. der Landesversammlungen gewählt. Die Mitglieder werden auf Landesebene in Arbeitskreisen bzw. Arbeitskreisen TiS (Tanzen im Sitzen) betreut. 
Auch die Wahl der Arbeitskreisleitungen findet alle drei Jahre statt. 
Bundesvorstand, Landesvorstände und Arbeitskreisleitungen arbeiten ehrenamtlich, ebenso alle dem Verband zuarbeitenden Gremien wie Beiräte und Projektgruppen.

## Mitgliedschaft
Inhaber einer Einzelmitgliedschaft erhalten viermal im Jahr die Mitgliederzeitschrift "Senioren tanzen". Sie sind bei der Bundes - bzw. Landesversammlung aktiv und passiv wahlberechtigt. 
Es gibt noch weitere Mitgliedschaftsformen wie Gruppen-, Familien- und korporative Mitgliedschaften mit eingeschränkten Rechten.